# Mazey Haze
Mazey Haze, artiestennaam van Nadine Appeldoorn (Assen, 7 januari 2000), is een Nederlandse singer-songwriter en muziekproducent.

## Biografie
Apeldoorn is geboren en getogen in Assen. Hier deed zij haar middelbareschoolopleiding aan aan het Dr. Nassau College, waar ze in haar eerste bands speelde. Op haar zestiende deed zij mee aan de talentenjacht Kunstbende in haar provincie Drenthe. Bij de landelijke finale werd zij derde. Na haar de middelbare school ging zij eerst naar de ArtEZ Conservatorium voor de popopleiding, maar toen bleek dat deze opleiding niet bij haar paste, begon ze haar opleiding aan het Conservatorium van Amsterdam.
In 2021 begon ze met het uitbrengen van haar eerste muziek. Debuutsingle Sad Lonely Groove kwam uit in juni 2021 bij label Lustre. De manier hoe ze bij dit Australische label muziek uit kwam te brengen, was door een ontmoeting met een bandlid van Feng Suave bij een feestje. Hij bleek fan te zijn haar muziek en speelde het door aan zijn label, welke daarna enthousiast bleek om haar muziek uit te brengen. Haar eerste singles werden samen geschreven met Sam Verbeek, die zij kende van haar conservatoriumopleiding. Met tweede single Headspin werd ook aangekondigd dat zij haar eerste ep zou uitbrengen met de titel Always Dancing. Deze ep werd uitgebracht in oktober 2021, een maand nadat de titeltrack ook als single werd uitgebracht. Ondanks de coronaperiode kon ze toch met haar ep optreden in het Amsterdamse poppodium Paradiso. Ook was ze support act van de band Opera Alaska.
Volgend op Always Dancing bracht ze in 2022 twee singles uit; The Weight of the Weekend en I Feel Like a Child. Met deze singles en de eerdere ep stond ze in 2022 in het voorprogramma van onder andere Feng Suave en Paolo Nutini en deed ze een aftershow bij een optreden van Tame Impala. Daarnaast trad ze ook op bij de online editie van Noorderslag in 2022 en op het festival Hipfest.
In 2023 stond Mazey Haze op Eurosonic en kwam ze met haar tweede ep Back to the Start. Met haar tweede ep deed ze haar eerste tour door Nederland. Verder stond ze in 2024 op het festival Mañana Mañana.